# Sensações (canção de Paula Fernandes)
"Sensações" é uma canção gravada pela cantora e compositora mineira Paula Fernandes, lançada como terceiro e último single do seu primeiro álbum ao vivo (2011). A canção foi sucesso nas rádios.
A canção foi trilha-sonora da telenovela A Vida da Gente da Rede Globo.

## Apresentações ao vivo
No dia 16 de setembro de 2011 o site UOL divulgou um trecho de vídeo de Paula apresentando ao vivo a canção em um show em São Paulo.
Em 05 de novembro de 2011 Paula se apresentou no programa televisivo Altas Horas com a canção, está já fazendo parte da trilha-sonora da novela A Vida da Gente.

## Desempenho nas tabelas musicais
| Tabela musical (2012)                   | Melhor posição |
| --------------------------------------- | -------------- |
| Brasil Billboard Brasil Hot 100 Airplay | 60             |